# Michael Maurer

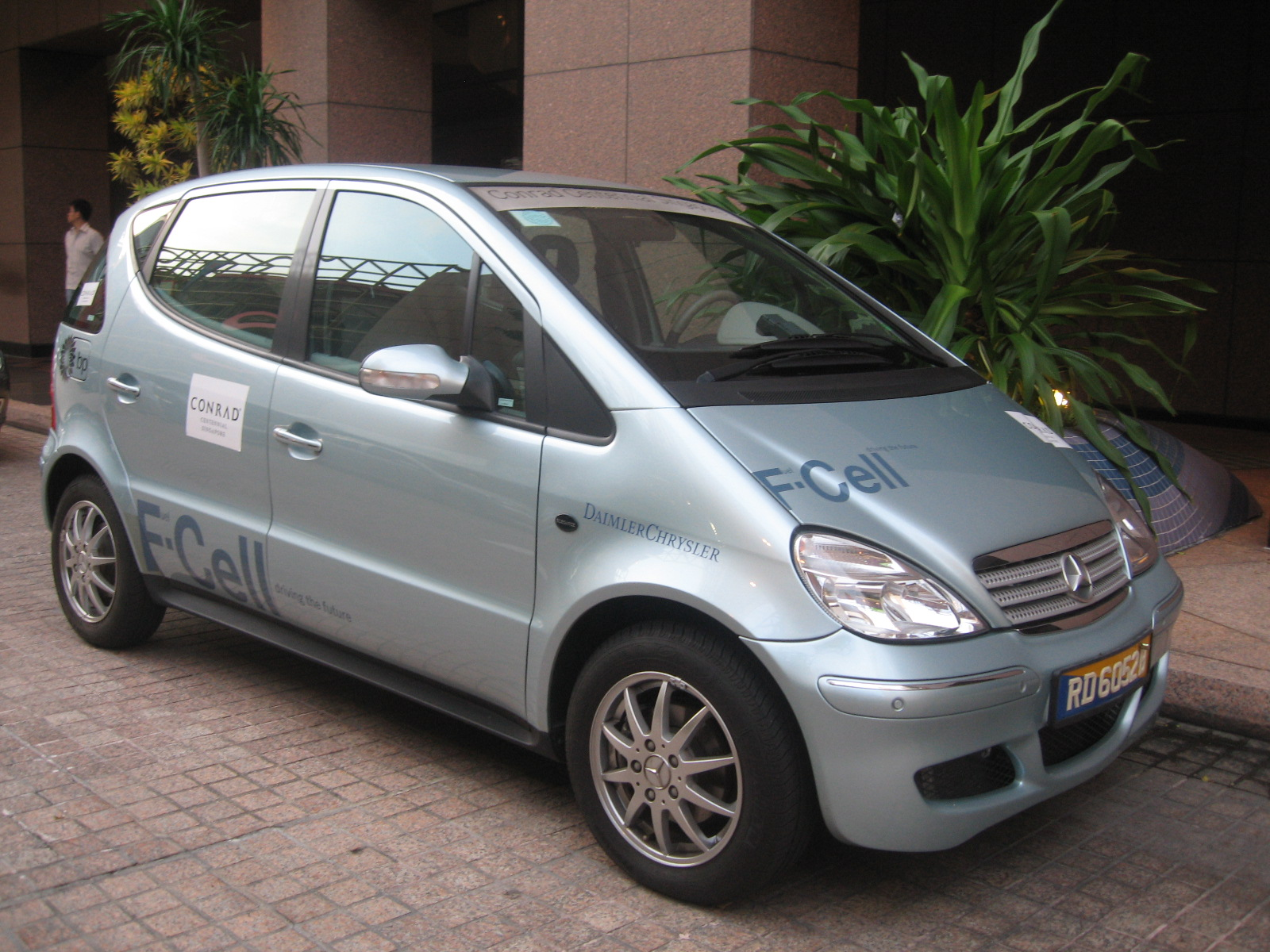
A-klass.

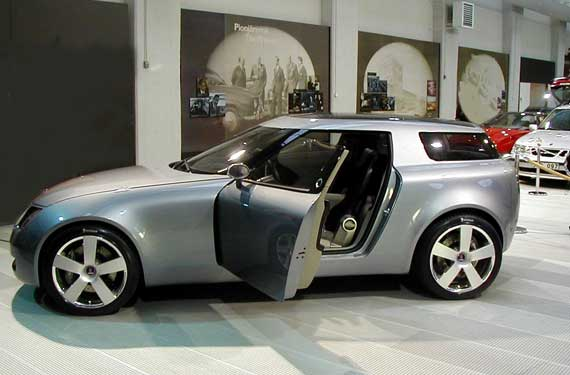
Saab 9-X.

Michael Maurer, född 28 juli 1962 i Rotenburg an der Fulda, tysk designer, designchef för Porsche sedan 2004.
Michael Maurer studerade bildesign i Pforzheim 1982-1986. Han började sedan arbeta hos Mercedes-Benz. Under sin tid hos Mercedes var Maurer med och tog fram bland andra Mercedes-Benz A-klass, Mercedes-Benz SLK och Mercedes-Benz SL. 1998 blev han General Manager för företagets designstudio i Tokyo.  Michael Maurer blev känd i Sverige som designchef (Executive Director Design) på Saab Automobile AB när han tillträdde posten 2000. 2003 blev han även ansvarig för GM Europas designavdelning. Han lämnade Saab och GM för att arbeta hos Porsche 2004.